# Calixareno

calixareno e calix

Calixarenos são macrociclos compostos de unidades fenólicas ligadas por pontes metilênicas nas posições orto à hidroxila, que combinam uma região polar e uma apolar. O nome calixareno (calix = cálice ) provem de sua forma de cone truncado, que permite a inclusão de vários substratos. Esta propriedade, aliada a uma funcionalização adequada, torna os calixarenos receptores muito interessantes em estudos de Química Supramolecular, possibilitando reconhecimento molecular, catálise e transporte de íons metálicos e moléculas.Os calixarenos têm cavidades hidrofóbicas que podem alojar moléculas menores ou íons e estão implicados na química Host-guest (hospedeiro-hóspede). A nomenclatura química dos calixarenos indica o número de unidades repetidas: um calix(4)areno tem 4 unidades no anel e um calix(6)areno tem 6. A indicação dos substituintes ocorre antes antes do nome calixareno.[carece de fontes?]

p-terc-butilcalix[4]areno

Os principais métodos de obtenção de calixarenos são: a condensação de fenóis para-substituídos com formaldeído em meio básico; a síntese sequencial, onde as unidades fenólicas são acrescentadas e depois ciclizadas; e a condensação de fragmentos, em que sintetiza-se um produto linear de duas ou três unidades, que é ciclizado com fenóis adequadamente substituídos.[carece de fontes?]
Calixarenos não funcionalizados são insolúveis em água, mesmo em solução básica, e pouco solúveis em solventes orgânicos, o que dificulta sua purificação e caracterização. Substituintes na posição para que diminuem o ponto de fusão geralmente tornam calixarenos mais solúveis em solventes orgânicos. Derivações químicas alteram a solubilidade, possibilitando a obtenção de calixarenos solúveis em água, como sulfonamida-calixarenos, nitro-calixarenos, sulfonato-calixarenos, amônio-calixarenos e carboxil-calixarenos.
A acidez dos calixarenos é maior do que os fenóis correspondentes: enquanto o para-terc-butilfenol tem pKa=11, o calix[4]areno correspondente tem pKa em torno de 5,0 e a maior acidez é explicada pela formação de ligações de hidrogênio intermoleculares.
As propriedades complexantes de calixarenos com metais podem ser comparadas com as de antibióticos cíclicos naturais que contem sítios de complexação com ésteres carboxílicos, uma vez que ésteres de calixarenos podem "esconder" o íon metálico em seu interior, revelando ao meio a sua "face" lipofílica.